# Norvégia fjordjainak listája

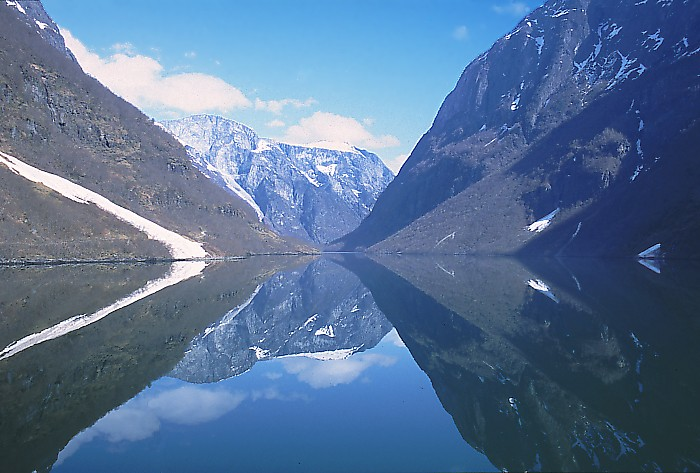
A Sogne-fjord egy ágának látképe

Ez a lap Norvégia fjordjainak listáját tartalmazza. Összességében 1190 darab fjord tartozik Norvégiához, nem számítva a Spitzbergák szigetcsoportot.

## Betűrendben
- Arna-fjord
- Arøy-fjord
- Auenes-fjord
- Aurlands-fjord
- Aust-fjord
- Auste-fjord
- Austgul-fjord
- Austre-fjord
- Bange-fjord
- Bagns-fjord
- Batn-fjord
- Beitstad-fjord
- Bergfjords-fjord
- Bjørna-fjord
- Bliks-fjord
- Bogs-fjord
- Bolstad-fjord
- Bokna-fjord
- Botne-fjord
- Botts-fjord
- Breiviks-fjord
- Brevikstrand-fjord
- Bu-fjord
- Bunne-fjord
- Buskjær-fjord
- By-fjord
- Bø-fjord
- Bærøy-fjord
- Dala-fjord
- Dals-fjord
- Dumbe-fjord
- Drammens-fjord
- Egelands-fjord
- Eidanger-fjord
- Eid-fjord
- Eids-fjord
- Eies-fjord
- Eikelands-fjord
- Ekse-fjord
- Er-fjord
- Ese-fjord
- Etne-fjord
- Fana-fjord
- Feda-fjord
- Fens-fjord
- Finnøy-fjord
- Fister-fjord
- Fjærlands-fjord
- Flekke-fjord
- Floster-fjord
- Fogna-fjord
- Fold-fjord
- Fossing-fjord
- Fra-fjord
- Fram-fjord
- Frier-fjord
- Fuglset-fjord
- Førde-fjord
- Førlands-fjord
- Førres-fjord
- Ganda-fjord
- Gands-fjord
- Gapa-fjord
- Gardssund-fjord
- Garta-fjord
- Gaupne-fjord
- Geiranger-fjord
- Granvins-fjord
- Grinda-fjord
- Gros-fjord
- Grøns-fjord
- Gula-fjord
- Hage-fjord
- Hardanger-fjord
- Harkmark-fjord
- Haugsvær-fjord
- Havne-fjord
- Havsøy-fjord
- Helle-fjord
- Hellesunds-fjord
- Helvik-fjord
- Hemn-fjord
- Herdle-fjord
- Herøy-fjord
- Hervik-fjord
- Hidle-fjord
- Hindnes-fjord
- Hjelte-fjord
- Hjørund-fjord
- Holmen-fjord
- Holmestrands-fjord
- Homborsund-fjord
- Hummbarbakk-fjord
- Hyllestad-fjord
- Hyls-fjord
- Høgs-fjord
- Høle-fjord
- Hølle-fjord
- Høyangs-fjord
- Håsteins-fjord
- Idde-fjord
- Idse-fjord
- Ikje-fjord
- Indre-fjord
- Indre Oster-fjord
- Indre Oslo-fjord
- Isefjær-fjord
- Jelsa-fjord
- Jøsen-fjord
- Jøssing-fjord
- Kaldvell-fjord
- Kalve-fjord
- Kils-fjord
- Kjøpmanns-fjord
- Korsvik-fjord
- Kragerø-fjord
- Kran-fjord
- Kravig-fjord
- Kristiansands-fjord
- Kross-fjord
- Kumle-fjord
- Kvanneid-fjord
- Kvarenes-fjord
- Kvitsøy-fjord
- Kvivigs-fjord
- Kvåse-fjord
- La-fjord
- Lag-fjord
- Langangs-fjord
- Langesunds-fjord
- Larviks-fjord
- Laukelands-fjord
- Lene-fjord
- Li-fjord
- Lodde-fjord
- Lovra-fjord
- Lure-fjord
- Lustra-fjord
- Lygres-fjord
- Lyngdals-fjord
- Lyngen-fjord
- Lyngsvåg-fjord
- Lyngør-fjord
- Lysaker-fjord
- Lyse-fjord
- Lærdals-fjord
- Låddals-fjord
- Låne-fjord
- Mas-fjord
- Mastra-fjord
- Maters-fjord
- Matres-fjord
- Maurangs-fjord
- Me-fjord
- Mel-fjord
- Melby-fjord
- Merdø-fjord
- Mo-fjord
- Midtgulen-fjord
- Nams-fjord
- Naver-fjord
- Nese-fjord
- Nordals-fjord
- Nordgul-fjord
- Nord-fjord
- Nord-fjord in Risør
- Nord-fjord in Sokndal
- Nore-fjord
- Nærøy-fjord
- Okse-fjord
- Ombo-fjord
- Orkdals-fjord
- Ormer-fjord
- Osa-fjord
- Oslo-fjord
- Oster-fjord
- Porsanger-fjord
- Reke-fjord
- Remas-fjord
- Riska-fjord
- Risne-fjord
- Rogns-fjord
- Romerheims-fjord
- Romsdals-fjord
- Ros-fjord
- Røds-fjord
- Rørdals-fjord
- Røvik-fjord
- Salbu-fjord
- Samnanger-fjord
- Sandefjords-fjord
- Sandeids-fjord
- Sandneds-fjord
- Sands-fjord
- Sandvikdals-fjord
- Sauda-fjord
- Seims-fjord
- Sellegrods-fjord
- Simadals-fjord
- Skalle-fjord
- Ski-fjord
- Skjolda-fjord
- Skogs-fjord
- Skudenes-fjord
- Sniks-fjord
- Snill-fjord
- Sogndals-fjord
- Sogne-fjord
- Spind-fjord
- Stav-fjord
- Stavnes-fjord
- Stendals-fjord
- Stols-fjord
- Stong-fjord
- Stor-fjord
- Stor-fjord in Svalbard
- Strand-fjord
- Strengereid-fjord
- Stutti-fjord
- Støle-fjord
- Sund-fjord
- Sværa-fjord
- Syrdals-fjord
- Søndeled-fjord
- Sør-fjord
- Sør-fjord in Risør
- Søre-fjord
- Sævareid-fjord
- Talgje-fjord
- Tingsaker-fjord
- Tingvoll-fjord
- Tjongs-fjord
- Tomre-fjord
- Topdals-fjord
- Torve-fjord
- Tra-fjord
- Trengereid-fjrod
- Trondheims-fjord
- Trosby-fjord
- Trys-fjord
- Tvedestrand-fjord
- Tysse-fjord
- Tønsberg-fjord
- Ulvika-fjord
- Vadheims-fjord
- Varanger-fjord
- Vallesverd-fjord
- Varill-fjord
- Vats-fjord
- Vea-fjord
- Vefsn-fjord
- Vest-fjord
- Vest-fjord in Nordkapp
- Vest-fjord in Tonsberg
- Vesterside-fjord
- Vetle-fjord
- Vika-fjord
- Viks-fjord
- Vinda-fjord
- Volles-fjord
- Volls-fjord
- Vågøy-fjord
- Værang-fjord
- Yrke-fjord
- Yrkje-fjord
- Ytre Oslo-fjord
- Ødegårds-fjord
- Økstra-fjord
- Øls-fjord
- Øster-fjord
- Å-fjord
- Åby-fjord
- Ål-fjord
- Ålefjær-fjord
- Åkra-fjord
- Åmøy-fjord
- Årdals-fjord
- Årlands-fjord
- Åpta-fjord
- Åst-fjord

## A kontinentális Norvégia fjordjai
| #  | Név                                        | Hossz (km) |
| -- | ------------------------------------------ | ---------- |
|    |                                            |            |
| 1– | Sogne-fjord (Solund–Skjolden)              | 204        |
| 2– | Hardanger-fjord (Bømlo–Odda)               | 179        |
| 3– | Trondheim-fjord (Agdenes–Steinkjer)        | 126        |
| 4– | Porsanger-fjord (Sværholtklubben–Brennelv) | 123        |
| 5– | Stor-fjord (Hareidlandet–Geiranger)        | 110        |
| 6– | Nord-fjord (Husevågøy–Loen)                | 106        |
| 7– | Oslo-fjord (Færder–Oslo)                   | 100        |

## Svalbardleghosszabb fjordjai
| #   | Név              | Hossz (km) |
| --- | ---------------- | ---------- |
|     |                  |            |
| 1 – | Wijde-fjord      | 108        |
| 2 – | Is-fjord         | 107        |
| 3 – | Van Mijen-fjord  | 83         |
| 4 – | Wood-fjord       | 64         |
| 5 – | Wahlenberg-fjord | 46         |